# المناطق الحدودية (باكستان)

موقع المناطق الحدودية في المناطق القبلية الخاضعة للإدارة الاتحادية

كانت المناطق الحدودية في باكستان عبارة عن مجموعة من الوحدات الإدارية الصغيرة في المناطق القبلية الخاضعة للإدارة الاتحادية، وتقع مباشرة إلى الشرق من المناطق القبلية السبع الرئيسية وغرب مناطق خيبر بختونخوا. تمت تسمية كل منطقة من المناطق الحدودية على اسم مستوطنة فيها. وتُدار كل منطقة من قبل مسؤول تنسيق المنطقة.  تم تنفيذ الإدارة العامة للمناطق الحدودية من قبل أمانة المناطق القبلية الخاضعة للإدارة الاتحادية ومقرها في بيشاور، عاصمة خيبر بختونخوا. كانت المناطق الحدودية الست:
| المنطقة                           | مسؤول تنسيق المنطقة | المساحة (كم 2 ) | السكان  | الكثافة السكانية (لكل كيلومتر 2) |
| --------------------------------- | ------------------- | --------------- | ------- | -------------------------------- |
| المنطقة الحدودية بانو             | جافيد مروت          | 745             | 19593   | 26                               |
| المنطقة الحدودية ديرا إسماعيل خان | سيد محسن شاه        | 2,008           | 38990   | 19                               |
| المنطقة الحدودية كوهات            | السيد سراج احمد     | 446             | 88456   | 198                              |
| المنطقة الحدودية لاكي مروات       | أنور خان محسود      | 132             | 6987    | 53                               |
| المنطقة الحدودية بيشاور           | صاحب زادة أنيس      | 261             | 53841   | 206                              |
| المنطقة الحدودية تانك             | بركات الله          | 1,221           | 27216   | 22                               |
| المجموع                           |                     | 4813            | 235.083 | 49                               |

## روابط خارجية
- حكومة المناطق القبلية الخاضعة للإدارة الاتحادية
- الوزارة الاتحادية الباكستانية للولايات والمناطق الحدودية